# Michael Rafael Pavel
Rafael Michael Pavel (15. srpna 1842 Sedlo – 14. února 1900 Vyšší Brod), byl český římskokatolický duchovní, vyšebrodský cisterciák, knihovník a historik. V závěru života byl převorem vyšebrodského kláštera.

## Život
Narodil se jako Michael Pavel v jihočeských Komařicích 15. srpna roku 1842. Vystudoval českobudějovické gymnázium a ve svých dvaceti letech zahájil roční noviciát v cisterciáckém opatství ve Vyšším Brodě, kde přijal řeholní jméno Rafael. Po dokonání noviciátu byl poslán na studia teologie do Innsbrucku. V roce 1866 pak složil věčné sliby a byl vysvěcen na kněze. Následující roky prožil ve farní duchovní správě. Postupně byl kaplanem v Rožmberku nad Vltavou, Boršově a Přídolí.
V pozdějších letech se vrátil do Vyššího Brodu, kde v klášteře zastával funkci novicmistra. Staral se zároveň o klášterní knihovnu a věnoval se studiu dějin. Roku 1890 jej opat Wackarž jmenoval podpřevorem a o devět let později převorem, po smrti dosavadního převora Placida Blahusche. V těchto funkcích pomáhal Pavel stárnoucímu opatovi s řízením kláštera. Úřad převora však vykonával pouze osmdesát dní. Zemřel ve Vyšším Brodě 14. února 1900. Ve stejné době již opatu Wackaržovi ubývalo sil, a řízení kláštera v podstatě převzal Bruno Pammer, o pouhý rok později Wackaržův nástupce ve funkci opata.